# Rambervillers
Rambervillers [ʁɑ̃bɛʁvile] (1793 noch mit der Schreibweise Rembervillers) ist eine französische Kleinstadt mit 5.032 Einwohnern (1. Januar 2022) im Département Vosges in der Region Grand Est. Sie gehört zum Arrondissement Épinal und ist Sitz des 2006 gegründeten Kommunalverbandes Région de Rambervillers.

## Geografie
Die Kleinstadt Rambervillers liegt am Fluss Mortagne am Rande der Vogesen, etwa 23 Kilometer nordöstlich von Épinal und 35 Kilometer westlich von Saint-Dié.

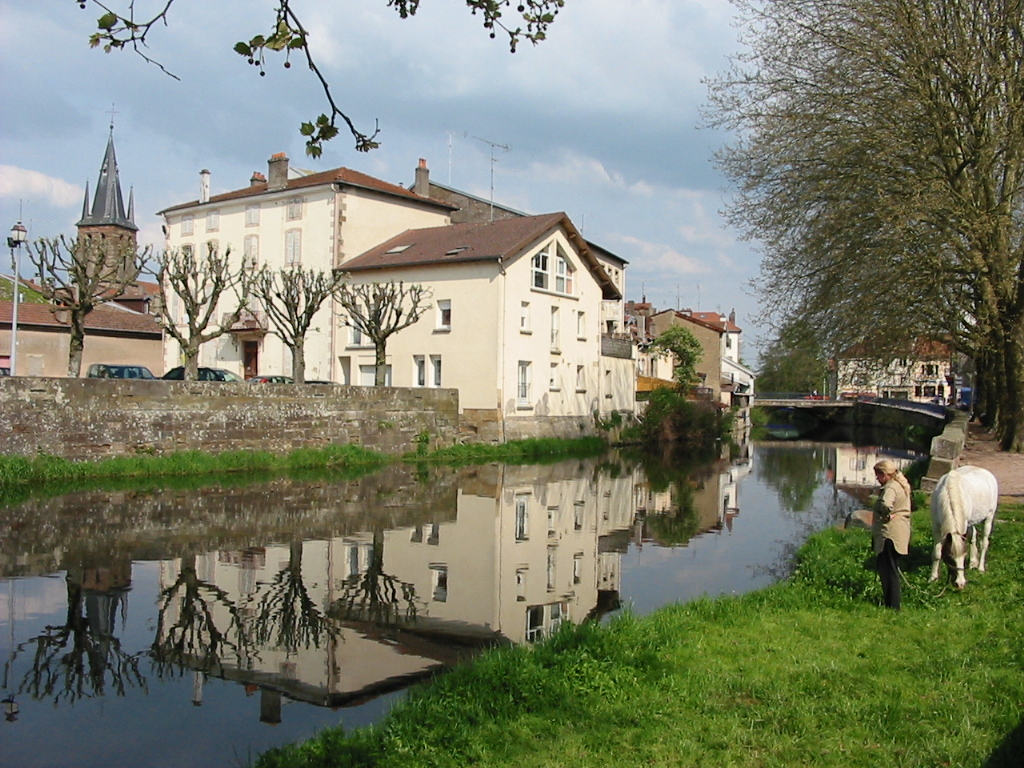
Die Mortagne in Rambervillers

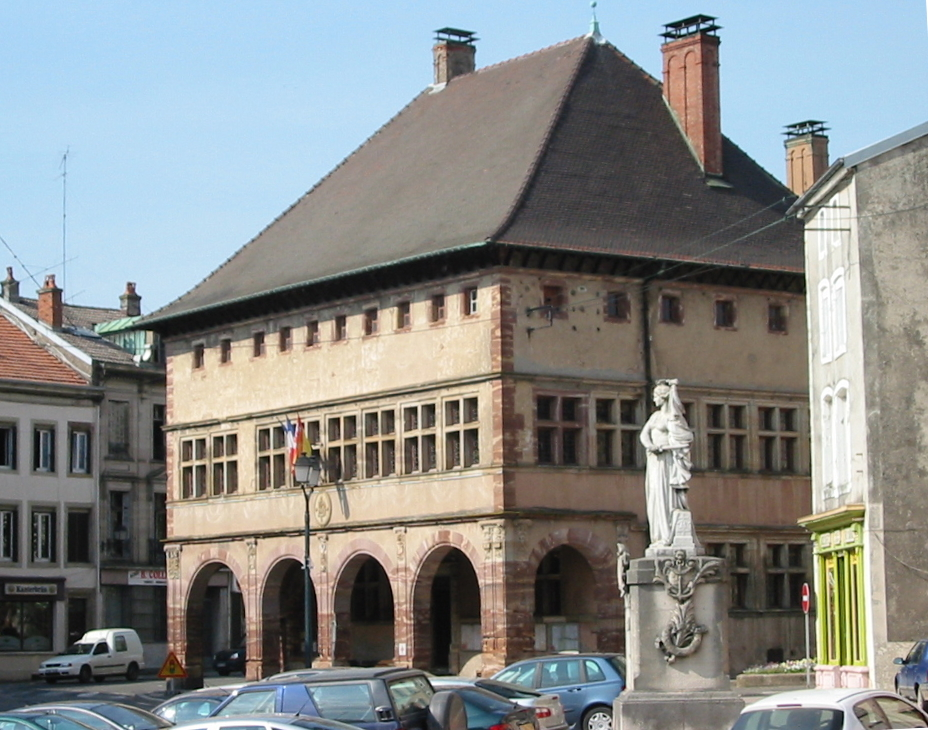
Hôtel de ville (Rathaus) von Rambervillers

Das Stadtgebiet von Rambervillers umfasst einen Abschnitt des in Südost-Nordwest-Richtung verlaufenden Mortagnetales, das sich hier durch mehrere Zuflüsse aufweitet. Aus Süden kommend fließen der Padozel und die Arentèle, aus Südosten und Osten kommend der Gaindrupt und der Monseigneur zur Mortagne. Östlich von Rambervillers steigt das Gelände auf Höhen von über 500 Meter über dem Meer an. Sie werden von den Pässen Col de la Chipotte und Col du Haut du Bois in Richtung Meurthetal überwunden. Westlich von Rambervillers wird das Relief ruhiger und flacher. Hier breiten sich Wälder aus, von denen der Forêt de Rambervillers im Verbund mit den Forsten Forêt de Padoux, Le Grand Bois und Forêt Saint Pierre eine geschlossene Waldfläche von über 50 km² bilden.
Der Ortskern entwickelte sich am rechten Ufer der Mortagne, breitete sich über eine der heute zwei bestehenden Brücken im Innenstadtbereich auch auf die linke Flussseite aus. Bei starken Regenfällen ist Rambervillers oft von Überschwemmungen bedroht. So wurden im September 2006 etwa 50 Häuser teilweise überschwemmt.
Zu Rambervillers gehört der Ortsteil Métendal im Nordosten der Gemeinde sowie einige verstreut liegende Bauernhöfe. Südöstlich schließen Gewerbegebiete an den Ortskern an. Es sind dies die Industrieareale (Z.I. = Zone Industrielle) Z.I. la Grande Fin Nord, Z.I. la Grande Fin Sud sowie Z.I. le Haut Fourneau 1 und 2.
Nachbargemeinden von Rambervillers sind Doncières im Norden, Anglemont im Nordosten, Brû im Osten, Jeanménil im Südosten, Saint-Gorgon im Süden, Vomécourt im Südwesten, Romont im Westen sowie Roville-aux-Chênes im Nordwesten.

## Geschichte

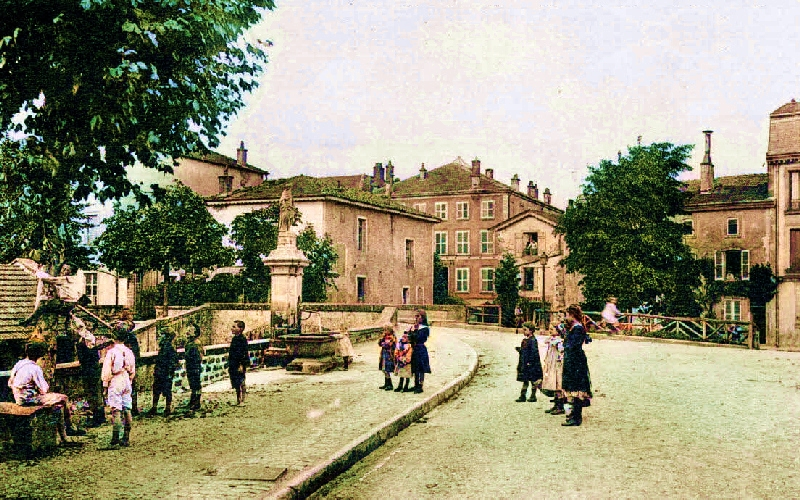
Die Place du Parmoulin (heute: Place de Verdun) an der Brücke über die Mortagne auf einer kolorierten Postkarte von 1900

Der Name der heutigen Kleinstadt Rambervillers geht auf einen Abt von Senones oder einen Herren von Mortagne namens Rembert zurück, die genauen Quellen sind unklar. Noch 1793 hieß die Gemeinde Rembervillers. Im 12. Jahrhundert ließ der Bischof von Metz, Stephan von Bar, den Ort, der mit Gräben und hölzernen Palisaden umgeben war, mit Mauern und Türmen befestigten. Rambervillers war die südlichste Besitzung der Metzer Bischöfe.
Während der Hugenottenkriege im 16. Jahrhundert wurde die Stadt zerstört, erholte sich aber schnell. Bereits 1591 errichteten die Bürger das Rathaus von Rambervillers. 1718 kam Rambervillers zum Herzogtum Lothringen, das nach dem Tod von Stanislaus I. Leszczyński im Jahr 1766 vertragsgemäß an Frankreich fiel. Im Deutsch-Französischen Krieg standen sich am 9. Oktober 1870 200 Nationalgardisten und 2000 Deutsche gegenüber. Für den Barrikadenkampf erhielt die Stadt 1896 die Ehrenlegion, die ranghöchste Auszeichnung Frankreichs.
1871 bekam Rambervillers einen Eisenbahnanschluss, als die Bahnlinie nach Charmes an der Mosel eröffnet wurde. Der Personenverkehr wurde auf dieser Strecke bereits 1935 eingestellt, der Güterverkehr endete 1962. Ab 1911 war die Bahnlinie von Mont-sur-Meurthe (mit Anschlüssen nach Nancy und Lunéville) über Rambervillers nach Bruyères durchgängig befahrbar. 1980 wurde auch auf dieser Strecke mangels Rentabilität der Personenverkehr eingestellt, 1988 erfolgte die endgültige Stilllegung.

## Wappen
Blasonierung: „Auf silbernem Grund ein rotes Lothringerkreuz, darauf das Signum der Ehrenlegion, beseitet von zwei Halbmonden und den Insignien IR in Blau.“
Das Wappen mit dem Lothringerkreuz entstand in der Zeit Herzog Leopolds Ende des 17. / Anfang des 18. Jahrhunderts. Die Halbmonde erinnern an die Siege seines Vaters Karl V. in den Türkenkriegen. Die Initialen IR stehen für iuridiction de Rambervillers, die lokale Gerichtsbarkeit. 1896 wurde die Stadt mit der Ehrenlegion ausgezeichnet, seit 1902 führt sie das Signet im Wappen. Neben dem Wappen von Rambervillers gibt es heute nur noch sehr wenige (wie das Wappen von Roanne) mit der Ehrenlegion in der Schildmitte. Städte wie Dijon führen es heute nicht mehr, bei anderen wie Belfort findet es sich inzwischen im Schildfuß.

## Bevölkerung
| Jahr      | 1962 | 1968 | 1975 | 1982 | 1990 | 1999 | 2006 | 2012 | 2021 |
| --------- | ---- | ---- | ---- | ---- | ---- | ---- | ---- | ---- | ---- |
| Einwohner | 7042 | 7229 | 7113 | 6595 | 5919 | 5999 | 5714 | 5511 | 5045 |

Mit 5032 Einwohnern (1. Januar 2022) gehört Rambervillers trotz Bevölkerungsrückgang seit den 1970er Jahren noch immer zu den zehn einwohnerstärksten Gemeinden des Departements Vosges. Grund für die Abwanderungen war der Niedergang der traditionellen Industrien, insbesondere der Textilindustrie, der Metallurgie, der Holzverarbeitung und der Papierindustrie ab Mitte der 1970er Jahre. Mit der Ansiedlung neuer Gewerbegebiete und der Förderung von Tourismusprojekten wurde dem Trend entgegengesteuert, der Prozess ist noch nicht abgeschlossen. Im Jahr 1968 wurde mit 7229 Bewohnern die bisher höchste Einwohnerzahl ermittelt. Die Zahlen basieren auf den Daten von cassini.ehess und INSEE.

## Sehenswürdigkeiten

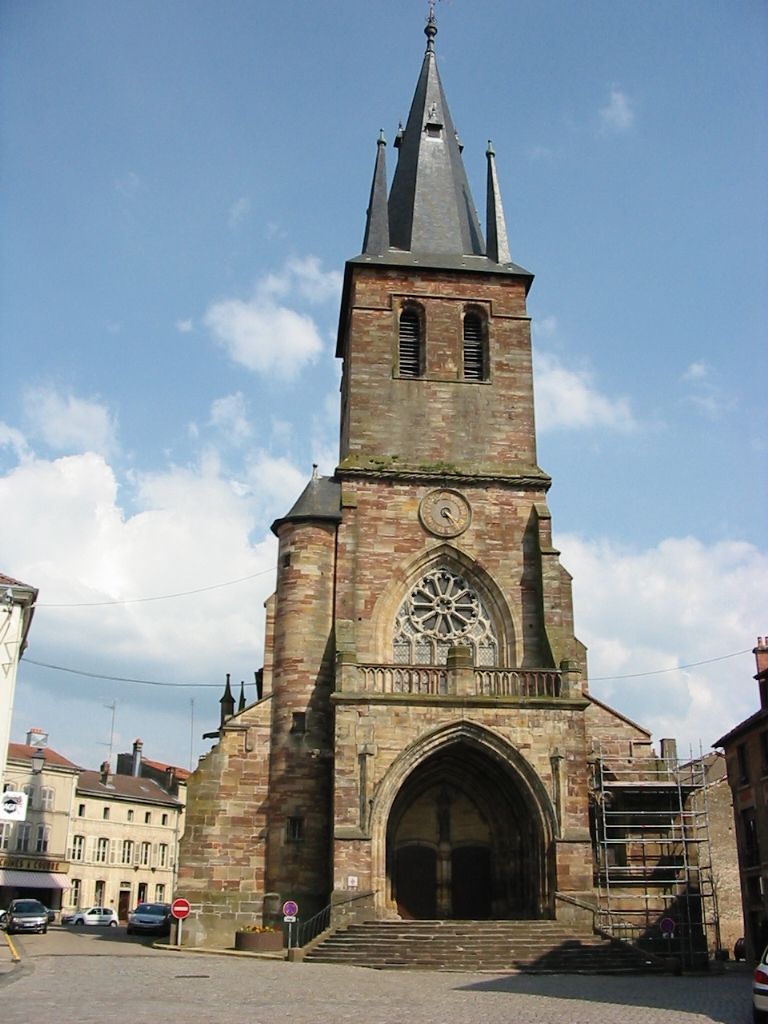
Kirche Sainte-Libaire

- Kirche Sainte-Libaire aus dem 16. Jahrhundert, Monument historique[10]
- Hôtel de ville (Rathaus) aus dem 16. Jahrhundert, Monument historique[11]
- Im Musée de la Terre – Museum der Erde(n) – in der Rue de la Faïencerie 1 wird an die lange Tradition von Rambervillers als Produktionsstandort von Keramik, Fliesen, und Fayencen erinnert.

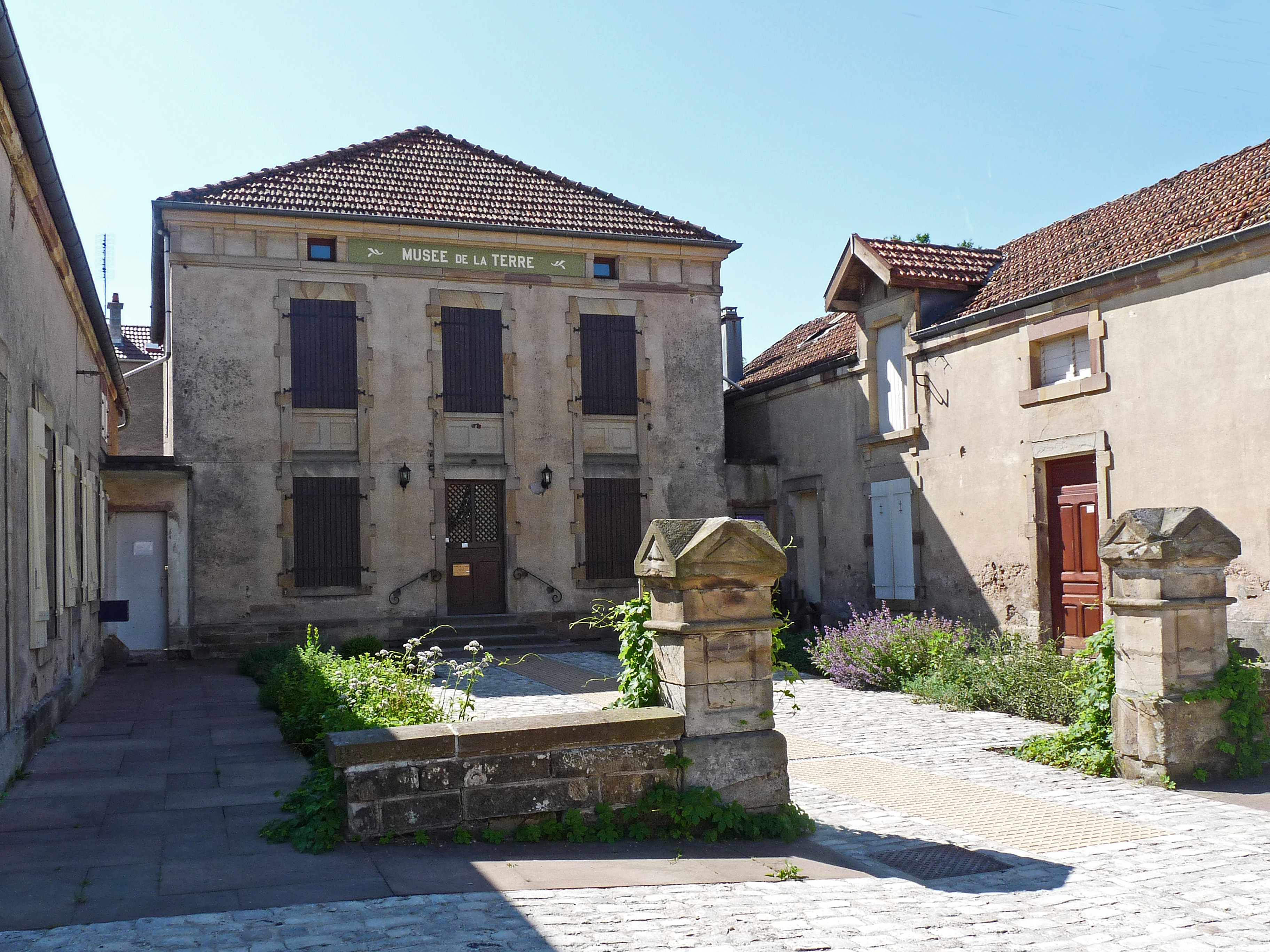
Musée de la Terre
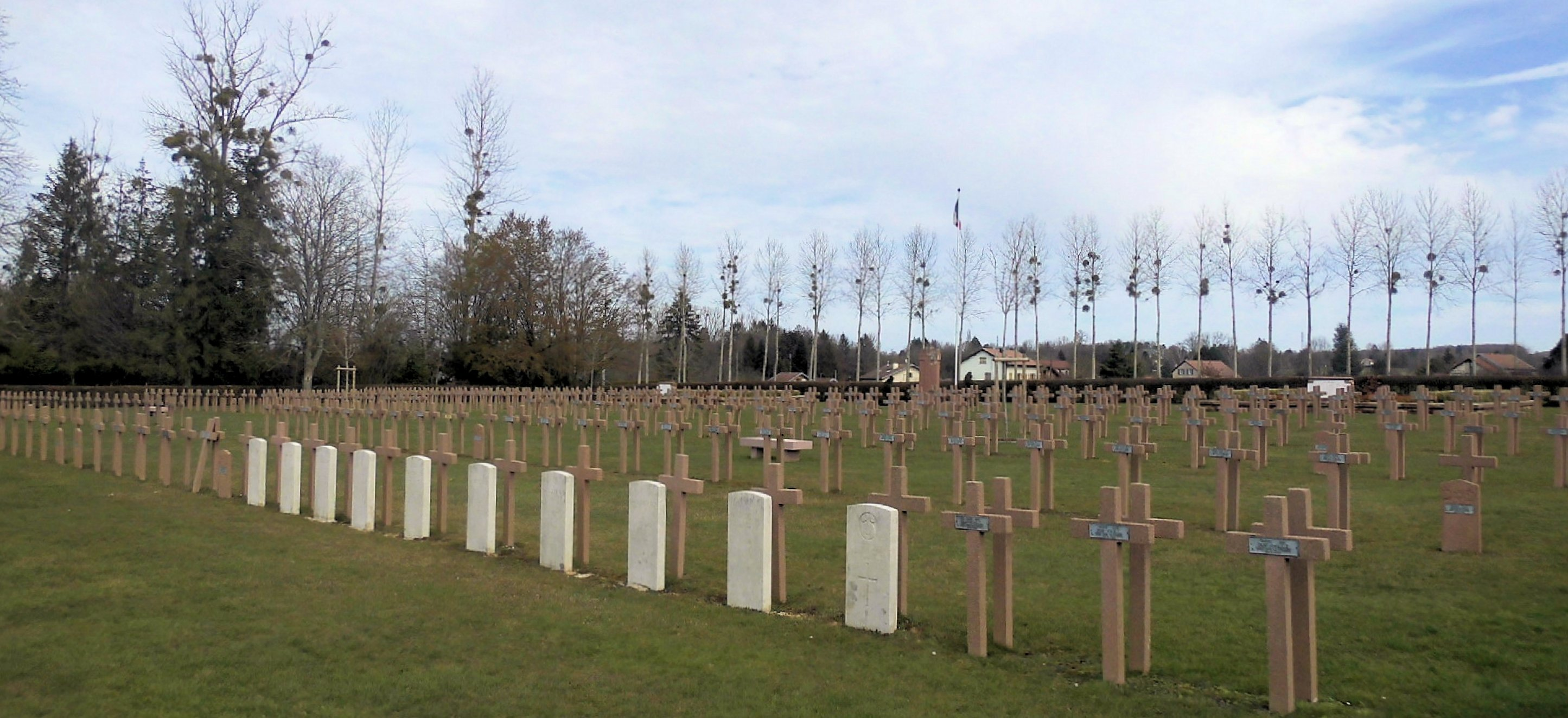
Französischer Soldatenfriedhof
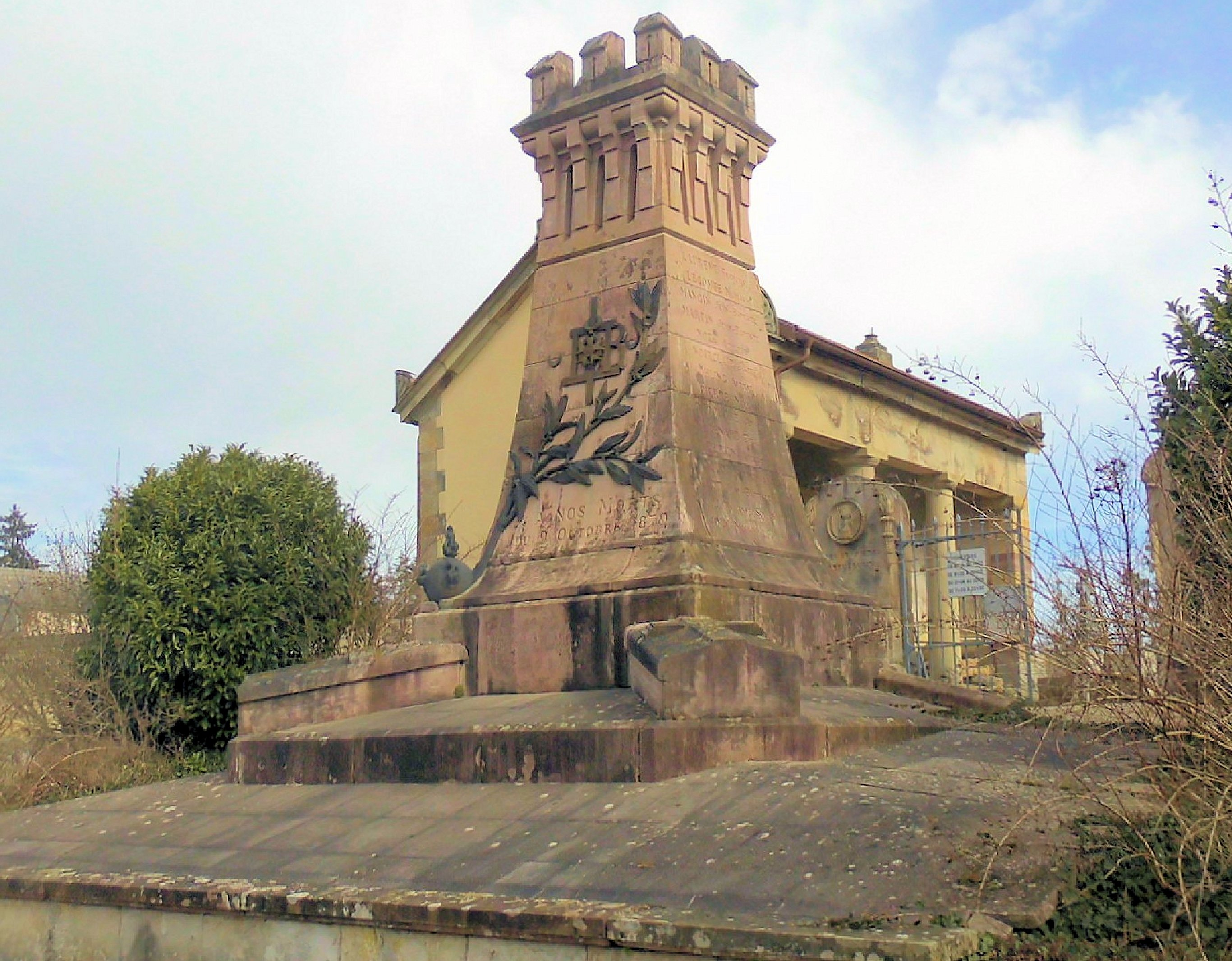
Gefallenendenkmal des Krieges 1870/1871
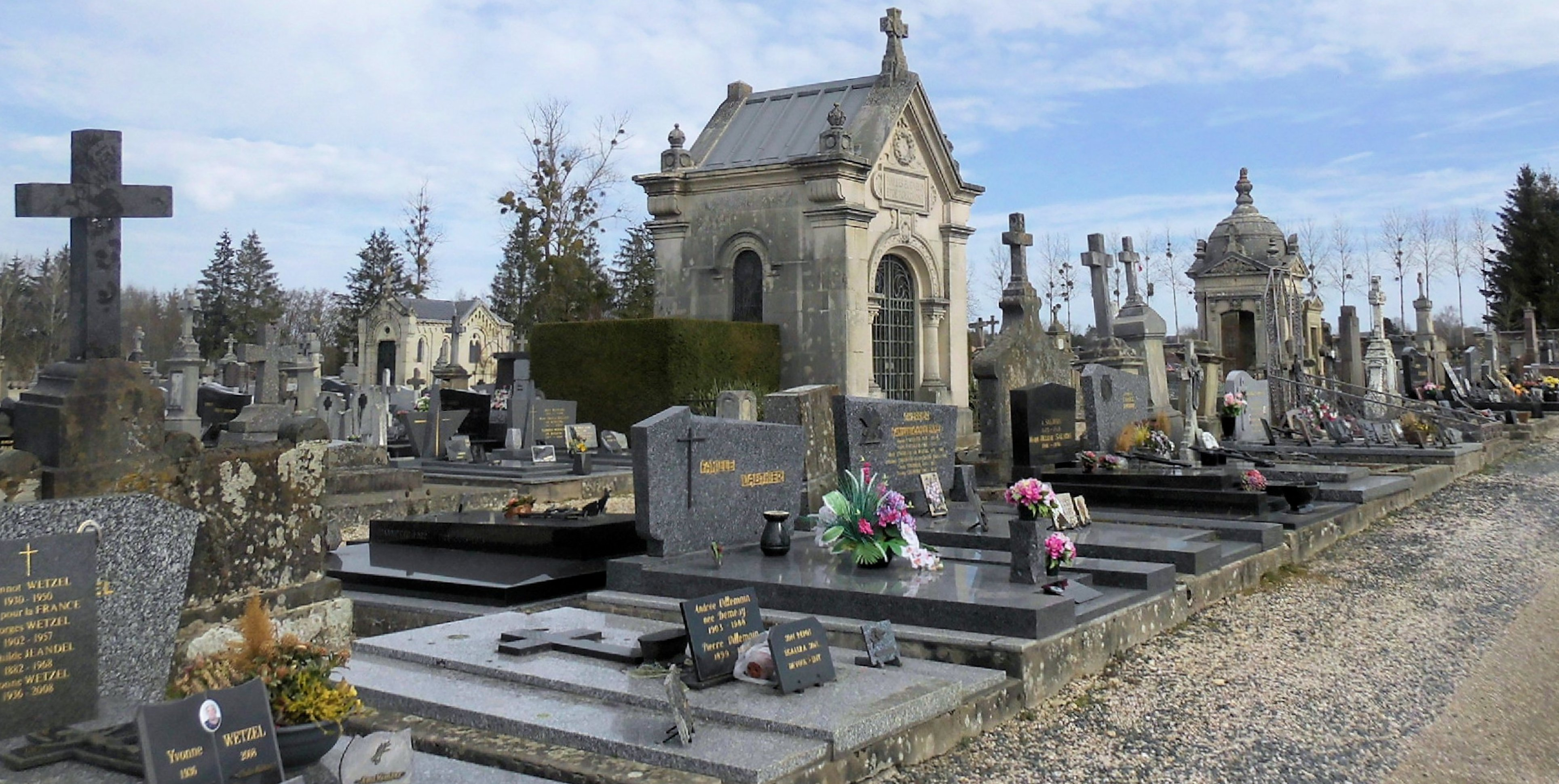
Friedhof

## Wirtschaft und Infrastruktur
Rambervillers ist ein regionales Zentrum, das für viele umliegende Gemeinden Funktionen der medizinischen Versorgung, der Bildung, der Verwaltung und nicht zuletzt des öffentlichen Nahverkehrs übernimmt. Zahlreiche Beschäftigte sind in diesen Bereichen tätig. Im Tourismussektor ist Rambervillers mit einem Hotel, Pensionen sowie einem Campingplatz vertreten. Darüber hinaus ist Rambervillers Industriestandort.
Nach dem Wegbrechen der traditionellen Industrien in Rambervillers haben sich in neuen Gewerbegebieten mittelständische Unternehmen mit breiter aufgestellter Produktpalette angesiedelt.
Größter Arbeitgeber mit etwa 350 Beschäftigten ist die französische Niederlassung des österreichischen Unternehmens Fritz Egger GmbH & Co. OG mit Sitz in St. Johann in Tirol, das in Rambervillers Spanplatten produziert.
In Rambervillers ist mit der Manufacture des Grandes Orgues der nach eigenen Angaben älteste Orgelbaubetrieb der Welt ansässig. Er soll bereits seit 1750 bestehen. Eine andere Quelle datiert den Beginn der Familiendynastie auf 1853.

### Bildung
Rambervillers ist Standort zweier Kindergärten, zweier öffentlicher Grundschulen sowie einer Realschule (collège).

### Verkehrsanbindung
In Rambervillers treffen sternförmig acht Departementsstraßen aufeinander. Die wichtigsten Verbindungen sind die Straßen nach Épinal und nach Saint-Dié-des-Vosges. Der nächste Bahnhof liegt im 15 Kilometer entfernten Baccarat an der dem Meurthetal folgenden Bahnlinie Nancy-Lunéville-Saint-Dié, die vom Unternehmen TER Lorraine betrieben wird.
Zwischen 1871 und 1939 war die Stadt mit der Bahnstrecke Charmes–Rambervillers an das französische Bahnnetz angeschlossen.

## Städtepartnerschaften
Partnerschaften bestehen seit 1978 zur pfälzischen Ortsgemeinde Kottweiler-Schwanden und seit 1990 zur wallonischen Gemeinde Ellezelles.

## Persönlichkeiten
- Nicolaus Serarius (1555–1609), lothringischer Jesuit, Exeget und Historiker
- Nicolas-Alexis Ondernard (1756–1831), Bischof von Namur
- Charles Louis Gratia (1815–1911), französischer Maler
- Henri Lang (1895–1942), Ingenieur, Direktor der SNCF
- Jean-Pierre Vuillemin (* 1967), römisch-katholischer Geistlicher, Bischof von Le Mans

## Sonstiges
Am 22. Februar 2003 ereignete sich um 21:41 Uhr ein Erdbeben der Stärke 5,4, dessen Epizentrum sich im Gebiet von Rambervillers befand.